# Листига
Листига — река в России, протекает по территории Кяппесельгского сельского поселения Кондопожского района Республики Карелии. Длина реки — 13 км.

## Общие сведения
Река берёт начало из болота без названия на высоте выше 54 м над уровнем моря и далее течёт преимущественно в юго-восточном направлении.
Река в общей сложности имеет три малых притока суммарной длиной 6,0 км.
Впадает на высоте выше 33,0 м над уровнем моря в Онежское озеро.
Населённые пункты на реке отсутствуют.
Код объекта в государственном водном реестре — 01040100612202000015485.